# (500018) 2011 QW63
(500018) 2011 QW63 es un asteroide perteneciente al cinturón de asteroides, descubierto el 24 de agosto de 2011 por el equipo del Pan-STARRS desde el Observatorio de Haleakala, Hawái, Estados Unidos.

## Designación y nombre
Designado provisionalmente como 2011 QW63.

## Características orbitales
2011 QW63 está situado a una distancia media del Sol de 2,935 ua, pudiendo alejarse hasta 3,079 ua y acercarse hasta 2,792 ua. Su excentricidad es 0,048 y la inclinación orbital 10,80 grados. Emplea 1837,26 días en completar una órbita alrededor del Sol.
El próximo acercamiento a la órbita terrestre se producirá el 3 de septiembre de 2117.

## Características físicas
La magnitud absoluta de 2011 QW63 es 16,8.